# Élections au Parlement basque de 1980
Les élections au Parlement basque de 1980 (en basque : 1980ko Eusko Legebiltzarrerako hauteskundeak, en espagnol : Elecciones al Parlamento Vasco de 1980) se tiennent le dimanche 9 mars 1980 afin d'élire les 60 députés de la Ire législature du Parlement basque pour un mandat de quatre ans.
Le scrutin se tient quelques semaines après l'entrée en vigueur du statut d'autonomie du Pays basque, adopté par référendum en octobre 1979. Il est marqué par une importante abstention, en raison d'une faible mobilisation des ouvriers issus de l'immigration intérieure, qui se sentent peu concernés par une campagne aux accents idéologiques très marqués.
Il voit une large victoire des partis nationalistes, qui conquièrent les deux tiers des sièges, et un net recul des partis à implantation nationale par rapport aux précédentes élections générales, en 1979. À lui seul, le Parti nationaliste basque remporte 25 députés, ce qui lui garantit une majorité absolue de facto puisque Herri Batasuna n'a pas l'intention d'occuper ses 11 sièges de parlementaire.
Le président sortant du gouvernement autonome provisoire, Carlos Garaikoetxea est investi un mois plus tard lehendakari par le Parlement avec les seules voix du Parti nationaliste, ayant refusé préalablement de former une coalition gouvernementale.

## Contexte
Au surlendemain des élections constituantes du 15 juin 1977, 27 députés et sénateurs annoncent leur intention de se réunir sous l'arbre de la maison des Juntes de Guernica afin de défendre leur projet d'une autonomie politique pour le Pays basque. Le 20 juin, les parlementaires nationalistes, socialistes, centristes et indépendants issus des trois provinces basques et — pour certains — de Navarre se réunissent effectivement à Guernica, revendiquent la rédaction d'un statut d'autonomie et forment une assemblée qui coordonnera leur action dans ce domaine aux Cortes Generales.
L'assemblée des parlementaires approuve le 19 septembre suivant un projet de régime d'autonomie provisoire, sur la base d'une proposition conjointe rédigée par le Parti nationaliste et le Parti socialiste, et installe une commission chargée de négocier avec le gouvernement espagnol les conditions de l'autonomie basque. Les négociations formelles commencent le 1er octobre à Madrid avec le ministre Manuel Clavero. Le Conseil des ministres du 30 décembre adopte un décret-loi qui organise l'autonomie autour d'un « Conseil général » dont les décisions peuvent être bloquées par l'une des trois députations forales et auquel peut participer la Navarre si elle en émet la demande. Le Conseil général est installé le 17 février 1978 et élit, au bout de huit tours de scrutin, le socialiste Ramón Rubial comme président avec une voix d'avance sur le nationaliste Juan de Ajuriaguerra. Il est remplacé le 9 juin 1979 par le nationaliste Carlos Garaikoetxea.
Le projet de statut est adopté le 24 décembre 1978 par l'assemblée des parlementaires puis le 21 juillet 1979 par la commission constitutionnelle du Congrès des députés. Lors d'un référendum organisé le 25 octobre suivant, le statut d'autonomie est ratifié par 88,9 % des votants avec un taux de participation de 61 %, supérieur aux attentes.
Dans la perspective de la publication du statut au Bulletin officiel de l'État (BOE), qui ouvrira un délai de 60 jours pour convoquer les premières élections au Parlement basque puis les organiser sous quatre mois, le Conseil général envisage, à la fin du mois de décembre 1979, d'organiser le scrutin le 26 février ou le 2 mars 1980. Finalement, le Conseil général vote le 11 janvier 1980 pour que les élections aient lieu le 9 mars suivant.

## Mode de scrutin

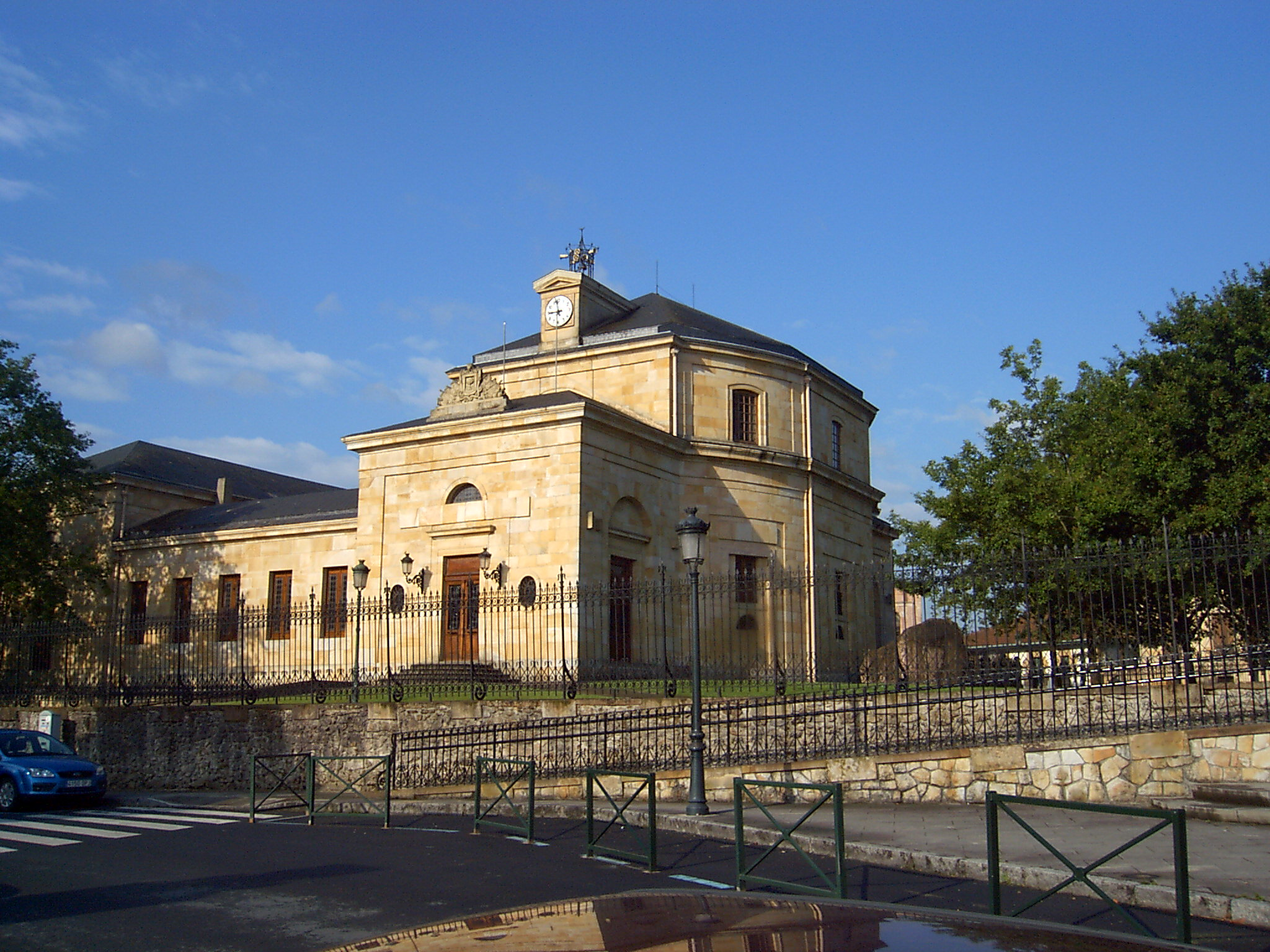
La maison des Juntes de Guernica, lieu de réunion de la première session du Parlement.

Le Parlement basque (Eusko Legebiltzarra, Parlamento Vasco) est l'assemblée législative monocamérale de la communauté autonome du Pays basque. Il est constitué de 60 députés (diputatuak) élu pour une législature de quatre ans au suffrage universel direct selon les règles du scrutin proportionnel d'Hondt par l'ensemble des personnes résidant dans la communauté autonome où résidant momentanément à l'extérieur de celle-ci, si elles en font la demande.

### Nombre de députés
L'article 26 du statut d'autonomie de 1979 dit « de Guernica » dispose que le Parlement sera composé d'un nombre égal de députés représentant les territoires historiques — l'Alava, le Guipuscoa et la Biscaye — et élu pour une période de quatre ans. En vertu de la première disposition transitoire du statut, le nombre de députés par circonscription est fixé à 20, ce qui établit la composition de l'hémicycle à 60 parlementaires.
| Circonscriptions | Députés |
| ---------------- | ------- |
| Alava            | 20      |
| Biscaye          | 20      |
| Guipuscoa        | 20      |

### Convocation et candidatures
Conformément à la première disposition transitoire du statut, le Conseil général dispose de 60 jours à la suite de l'adoption dudit statut pour procéder à la convocation du scrutin, qui doit se tenir dans un délai de quatre mois à compter de sa convocation.
Peuvent présenter des candidatures : 
- les partis, associations et fédérations politiques inscrits au registre des associations politiques du ministère de l'Intérieur ;
- les coalitions électorales formées par les entités précitées ;
- les groupes d'électeurs, à la condition d'avoir réuni les parrainages d'au moins 0,1 % et 500 des électeurs inscrits de la circonscription électorale concernée.

### Répartition des sièges
Le Parlement est élu au scrutin proportionnel d'Hondt. La répartition des sièges est opérée de la manière suivante : 
- les listes sont classées par ordre décroissant selon le nombre de votes obtenus ;
- le nombre de votes de chaque liste est divisé par 1, puis 2, puis 3... jusqu'au nombre total de sièges à pourvoir ;
- les sièges sont attribués aux quotients les plus élevés, toutes listes confondues, par ordre décroissant jusqu'au dernier siège à pourvoir

Seules les listes ayant remporté au moins 3 % des suffrages exprimés dans la circonscription concernée participent à cette répartition.

## Campagne

### Forces politiques
| Force politique | Force politique                                                                                    | Force politique | Chef de file            | Idéologie                                                                          |
| --------------- | -------------------------------------------------------------------------------------------------- | --------------- | ----------------------- | ---------------------------------------------------------------------------------- |
|                 | Parti nationaliste basque (eu) Euzko Alderdi Jeltzalea (es) Partido Nacionalista Vasco             | EAJ-PNV         | Carlos Garaikoetxea     | Centre Nationalisme basque, démocratie chrétienne                                  |
|                 | Herri Batasuna Unité populaire                                                                     | HB              | Telesforo Monzón        | Extrême gauche Indépendantisme, socialisme révolutionnaire, nationalisme de gauche |
|                 | Parti socialiste du Pays basque-PSOE (es) Partido Socialista de Euskadi-PSOE                       | PSE-PSOE        | Txiki Benegas           | Centre gauche Social-démocratie, progressisme                                      |
|                 | Union du centre démocratique (es) Unión de Centro Democrático                                      | UCD             | Jesús María Viana (es)  | Centre Réformisme, démocratie chrétienne, libéralisme                              |
|                 | Euskadiko Ezkerra Gauche basque                                                                    | EE              | Juan María Bandrés (es) | Gauche Socialisme, nationalisme basque                                             |
|                 | Parti communiste du Pays basque (es) Partido Comunista de Euskadi (eu) Euskadiko Partidu Komunista | PCE-EPK         | Roberto Lertxundi (es)  | Gauche Communisme, marxisme-léninisme, républicanisme                              |

## Résultats

### Total régional
|                          |                                                                 |           |       |        |  |  |  |  |  |  |  |  |  |  |
| Parti                    | Parti                                                           | Voix      | %     | Sièges |  |  |  |  |  |  |  |  |  |  |
|                          | Parti nationaliste basque (EAJ-PNV)                             | 349 102   | 38,10 | 25     |  |  |  |  |  |  |  |  |  |  |
|                          | Herri Batasuna (HB)                                             | 151 636   | 16,55 | 11     |  |  |  |  |  |  |  |  |  |  |
|                          | Parti socialiste du Pays basque-PSOE (PSE-PSOE)                 | 130 221   | 14,21 | 9      |  |  |  |  |  |  |  |  |  |  |
|                          | Euskadiko Ezkerra (EE)                                          | 89 953    | 9,82  | 6      |  |  |  |  |  |  |  |  |  |  |
|                          | Union du centre démocratique (UCD)                              | 78 095    | 8,52  | 6      |  |  |  |  |  |  |  |  |  |  |
|                          | Alliance populaire (AP)                                         | 43 751    | 4,77  | 2      |  |  |  |  |  |  |  |  |  |  |
|                          | Parti communiste du Pays basque (PCE-EPK)                       | 36 845    | 4,02  | 1      |  |  |  |  |  |  |  |  |  |  |
|                          | Euskadiko Mugimendu Komunista (MCE-EMK)                         | 10 959    | 1,20  | 0      |  |  |  |  |  |  |  |  |  |  |
|                          | Euskal Sozialistak Elkartzeko Indarra (ESEI)                    | 6 280     | 0,69  | 0      |  |  |  |  |  |  |  |  |  |  |
|                          | Liga Komunista Iraultzailea (LKI-LCR)                           | 5 182     | 0,57  | 0      |  |  |  |  |  |  |  |  |  |  |
|                          | Parti des travailleurs du Pays basque (ORT-PTE)                 | 3 448     | 0,38  | 0      |  |  |  |  |  |  |  |  |  |  |
|                          | Parti socialiste ouvrier espagnol (secteur historique) (PSOE-H) | 2 760     | 0,30  | 0      |  |  |  |  |  |  |  |  |  |  |
|                          | Parti carliste du Pays basque (EKA)                             | 2 434     | 0,27  | 0      |  |  |  |  |  |  |  |  |  |  |
|                          | Parti socialiste des travailleurs (PST)                         | 2 099     | 0,23  | 0      |  |  |  |  |  |  |  |  |  |  |
|                          | Unité communiste (UC)                                           | 2 044     | 0,22  | 0      |  |  |  |  |  |  |  |  |  |  |
|                          | Falange Española de las JONS (FE JONS)                          | 1 466     | 0,16  | 0      |  |  |  |  |  |  |  |  |  |  |
|                          |                                                                 |           |       |        |  |  |  |  |  |  |  |  |  |  |
| Votes exprimés           | Votes exprimés                                                  | 916 275   | 98,63 |        |  |  |  |  |  |  |  |  |  |  |
| Votes blancs             | Votes blancs                                                    | 3 570     | 0,38  |        |  |  |  |  |  |  |  |  |  |  |
| Votes nuls               | Votes nuls                                                      | 9 206     | 0,99  |        |  |  |  |  |  |  |  |  |  |  |
| Total                    | Total                                                           | 929 051   | 100   | 60     |  |  |  |  |  |  |  |  |  |  |
| Abstentions              | Abstentions                                                     | 625 476   | 40,24 |        |  |  |  |  |  |  |  |  |  |  |
| Inscrits / Participation | Inscrits / Participation                                        | 1 554 527 | 59,76 |        |  |  |  |  |  |  |  |  |  |  |

### Par circonscription
| Circonscription | Circonscription | Alava   | Alava   | Alava  | Biscaye | Biscaye | Biscaye | Guipuscoa | Guipuscoa | Guipuscoa |
| --------------- | --------------- | ------- | ------- | ------ | ------- | ------- | ------- | --------- | --------- | --------- |
|                 |                 |         |         |        |         |         |         |           |           |           |
| Sièges          | Sièges          | 20      | 20      | 20     | 20      | 20      | 20      | 20        | 20        | 20        |
|                 |                 |         |         |        |         |         |         |           |           |           |
|                 |                 | Nombre  | Nombre  | %      | Nombre  | Nombre  | %       | Nombre    | Nombre    | %         |
| Inscrits        | Inscrits        | 179 844 | 179 844 | 100,00 | 854 367 | 854 367 | 100,00  | 520 316   | 520 316   | 100,00    |
| Abstentions     | Abstentions     | 73 605  | 73 605  | 40,93  | 333 173 | 333 173 | 39,00   | 218 698   | 218 698   | 42,03     |
| Votants         | Votants         | 106 239 | 106 239 | 59,07  | 521 194 | 521 194 | 61,00   | 301 618   | 301 618   | 57,97     |
| Nuls            | Nuls            | 975     | 975     | 0,92   | 5 652   | 5 652   | 1,08    | 2 579     | 2 579     | 0,86      |
| Blanc           | Blanc           | 609     | 609     | 0,57   | 2 164   | 2 164   | 0,42    | 797       | 797       | 0,26      |
| Exprimés        | Exprimés        | 104 655 | 104 655 | 98,51  | 513 378 | 513 378 | 98,50   | 298 242   | 298 242   | 98,88     |
|                 |                 |         |         |        |         |         |         |           |           |           |
| Partis          | Partis          | Voix    | %       | Sièges | Voix    | %       | Sièges  | Voix      | %         | Sièges    |
|                 | EAJ-PNV         | 31 640  | 30,23   | 7      | 206 051 | 40,14   | 9       | 111 411   | 37,36     | 9         |
|                 | HB              | 14 804  | 14,15   | 3      | 84 273  | 16,42   | 4       | 52 559    | 17,62     | 4         |
|                 | PSE-PSOE        | 14 694  | 14,04   | 3      | 74 379  | 14,49   | 3       | 41 148    | 13,80     | 3         |
|                 | EE              | 9 658   | 9,23    | 2      | 40 085  | 7,81    | 1       | 40 210    | 13,48     | 3         |
|                 | UCD             | 20 716  | 19,79   | 4      | 34 781  | 6,77    | 1       | 22 598    | 7,58      | 1         |
|                 | AP              | 6 029   | 5,76    | 1      | 29 747  | 5,79    | 1       | 7 975     | 2,67      | 0         |
|                 | PCE-EPK         | 3 168   | 3,03    | 0      | 24 660  | 4,80    | 1       | 9 017     | 3,02      | 0         |
|                 | MCE-EMK         | 797     | 0,76    | 0      | 5 654   | 1,10    | 0       | 4 508     | 1,51      | 0         |
|                 | Autres          | 3 149   | 3,01    |        | 13 748  | 2,68    |         | 8 816     | 2,96      |           |

## Analyse

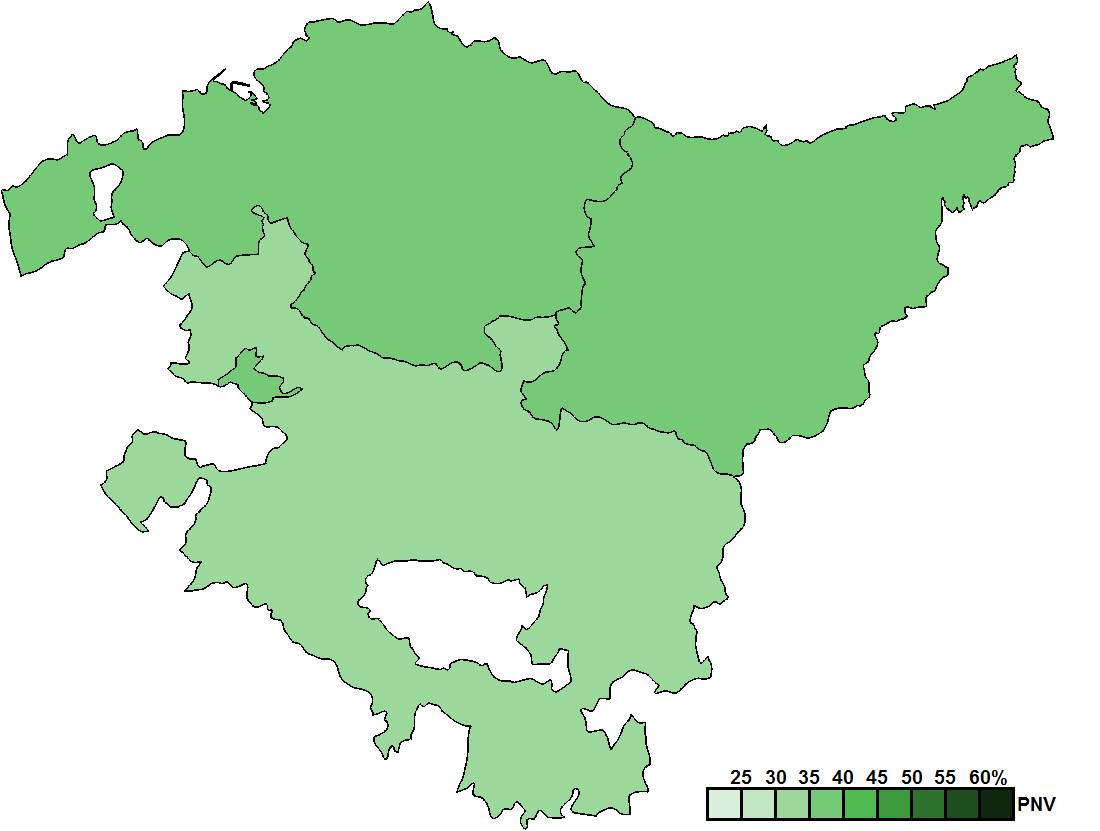
Parti arrivé en tête par circonscription et intensité de son score.

Le scrutin est marqué une forte abstention, qui s'établit autour de 41 % des inscrits, soit sept points de pourcentage de plus que lors des élections législatives du 1er mars 1979. Elle touche principalement les travailleurs issus de l'immigration intérieure, catégorie de la population qui s'est sentie peu concernée par une campagne extrêmement idéologique.
Les résultats constituent un triomphe pour les partis nationalistes, en particulier pour le Parti nationaliste basque (EAJ-PNV) du président du Conseil général Carlos Garaikoetxea. Dans leur ensemble, les formations souverainistes font élire 42 députés, dont 25 pour le seul Parti nationaliste. Dans la mesure où Herri Batasuna (HB) avait annoncé son intention de ne pas faire siéger ses élus et qu'il en remporte 11, l'EAJ-PNV remporte la majorité absolue dans un hémicycle de facto réduit à 49 parlementaires. HB et Euskadiko Ezkerra (EE) enregistrent leur progression dans les circonscriptions d'Alava et de Biscaye, considérées comme les moins sensibles aux thèses nationalistes.
À l'inverse, le scrutin est une mauvaise opération pour les partis à implantation nationale. L'Union du centre démocratique (UCD) du président du gouvernement Adolfo Suárez perd la moitié de ses votants des élections législatives, reculant de la deuxième à la quatrième place des forces politiques et remportant moins de la moitié de son objectif en sièges. Si le retrait du Parti socialiste (PSE-PSOE) est moindre avec une perte de 27 % de son électorat des élections du 1er mars 1979, il n'en reste pas moins sur une pente descendante puisqu'il constituait la première force politique basque en 1977 et se situe désormais en troisième position. La vraie surprise vient de l'Alliance populaire (AP), qui conquiert 30 % d'électeurs supplémentaires et fait ainsi élire deux députés.

## Conséquences
Après avoir mené deux séries de consultations avec les autres forces politiques, le chef de file du Parti nationaliste Carlos Garaikoetxea confirme le 28 mars 1980 son intention de former un gouvernement constitué de son seul parti politique. Le 9 avril suivant, il est investi président du gouvernement du Pays basque (lehendakari) par 25 voix pour et 24 voix contre, les 11 députés d'HB n'ayant pas pris part au vote et le vote ayant dû être recommencé en raison de la présence de trois votes nuls. Il prête serment dans la foulée, dans la nuit, sous l'arbre de Guernica.